# Grand Prix de Futsal de 2011
O Grand Prix de Futsal de 2011 foi disputado em Manaus entre 16 e 23 de outubro. Foi a sétima edição do evento organizado pela Federação Internacional de Futebol (FIFA).
Pela sexta vez na história o Brasil sagrou-se campeão da competição, os brasileiros venceram a Rússia por 2 a 1 com um gol na prorrogação.

## Sede
A cidade de Manaus foi eleita para sediar o Grand Prix de Futsal de 2011 ao vencer uma disputa com o Rio de Janeiro e o Uruguai. A cidade disponibilizou quatro complexos para o evento, dois para treinamentos das seleções e outros dois para realização dos jogos.

### Ginásios
| Arena      | Arena Amadeu Teixeira | Ginásio Principal do SESI |
| ---------- | --------------------- | ------------------------- |
| Cidade     | Manaus                | Manaus                    |
| Capacidade | 11.800                | 2.000                     |

## Participantes
As 16 equipes abaixo foram relacionadas pelo seu desempenho na competição anterior e ranking. Entre parênteses as posições no Grand Prix de 2010 ou no Ranking Mundial de Futsal.
| AFC (1) - Irã (6) CAF (3) - Angola (~38) - Moçambique (43) - Zâmbia (81) CONCACAF (3) - Guatemala (24) - Costa Rica (25) - Estados Unidos (~21) | CONMEBOL (4) - Argentina (7) - Brasil (2) - Paraguai (9) - Uruguai (30) UEFA (5) - Bélgica (27) - República Checa (13) - Hungria (26) - Países Baixos (22) - Rússia (4) |

### Sorteio
| - Pote 1 Brasil Guatemala Países Baixos Angola | - Pote 2 Rússia Zâmbia Costa Rica Paraguai | - Pote 3 Irão Bélgica Uruguai Estados Unidos | - Pote 4 Argentina Hungria Moçambique Chéquia |

## Elencos
Cada seleção convocou um plantel de 15 jogadores, incluindo três goleiros.

## Primeira fase

### Grupo A
| #  | Seleção       | Pts | J | V | E | D | GP | GC | SG  |
| -- | ------------- | --- | - | - | - | - | -- | -- | --- |
| 1º | Brasil        | 9   | 3 | 3 | 0 | 0 | 20 | 3  | +17 |
| 2º | Guatemala     | 4   | 3 | 1 | 1 | 1 | 6  | 8  | -2  |
| 3º | Países Baixos | 3   | 3 | 1 | 0 | 2 | 9  | 11 | -2  |
| 4º | Angola        | 1   | 3 | 0 | 1 | 2 | 5  | 18 | -13 |

| 16 de outubro de 2011 | Brasil | 5 x 0 | Guatemala | Arena Amadeu Teixeira, Manaus |
| 10h00                 |        |       |           |                               |

| 16 de outubro de 2011 | Angola | 2 x 6 | Países Baixos | Ginásio Principal do SESI, Manaus |
| 18h00                 |        |       |               |                                   |

| 17 de outubro de 2011 | Países Baixos | 1 x 4 | Guatemala | Ginásio Principal do SESI, Manaus |
| 17h00                 |               |       |           |                                   |

| 17 de outubro de 2011 | Brasil | 10 x 1 | Angola | Arena Amadeu Teixeira, Manaus |
| 21h00                 |        |        |        |                               |

| 18 de outubro de 2011 | Guatemala | 2 x 2 | Angola | Ginásio Principal do SESI, Manaus |
| 21h00                 |           |       |        |                                   |

| 18 de outubro de 2011 | Brasil | 5 x 2 | Países Baixos | Arena Amadeu Teixeira, Manaus |
| 21h00                 |        |       |               |                               |

### Grupo B
| #  | Seleção    | Pts | J | V | E | D | GP | GC | SG  |
| -- | ---------- | --- | - | - | - | - | -- | -- | --- |
| 1º | Rússia     | 9   | 3 | 3 | 0 | 0 | 21 | 5  | +16 |
| 2º | Paraguai   | 6   | 3 | 2 | 0 | 1 | 9  | 6  | +3  |
| 3º | Costa Rica | 3   | 3 | 1 | 0 | 2 | 13 | 11 | +2  |
| 4º | Zâmbia     | 0   | 3 | 0 | 0 | 3 | 3  | 24 | -21 |

| 16 de outubro de 2011 | Rússia | 13 x 1 | Zâmbia | Arena Amadeu Teixeira, Manaus |
| 14h00                 |        |        |        |                               |

| 16 de outubro de 2011 | Paraguai | 4 x 3 | Costa Rica | Ginásio Principal do SESI, Manaus |
| 16h00                 |          |       |            |                                   |

| 17 de outubro de 2011 | Paraguai | 2 x 3 | Rússia | Arena Amadeu Teixeira, Manaus |
| 19h00                 |          |       |        |                               |

| 17 de outubro de 2011 | Costa Rica | 8 x 2 | Zâmbia | Ginásio Principal do SESI, Manaus |
| 23h00                 |            |       |        |                                   |

| 18 de outubro de 2011 | Zâmbia | 0 x 3 | Paraguai | Ginásio Principal do SESI, Manaus |
| 16h00                 |        |       |          |                                   |

| 18 de outubro de 2011 | Rússia | 5 x 2 | Costa Rica | Arena Amadeu Teixeira, Manaus |
| 16h00                 |        |       |            |                               |

### Grupo C
| #  | Seleção        | Pts | J | V | E | D | GP | GC | SG  |
| -- | -------------- | --- | - | - | - | - | -- | -- | --- |
| 1º | Irã            | 9   | 3 | 3 | 0 | 0 | 15 | 3  | +12 |
| 2º | Uruguai        | 4   | 3 | 1 | 1 | 1 | 10 | 5  | +5  |
| 3º | Bélgica        | 4   | 3 | 1 | 1 | 1 | 14 | 13 | +1  |
| 4º | Estados Unidos | 0   | 3 | 0 | 0 | 3 | 7  | 25 | -18 |

| 16 de outubro de 2011 | Irã | 4 x 2 | Bélgica | Arena Amadeu Teixeira, Manaus |
| 16h00                 |     |       |         |                               |

| 16 de outubro de 2011 | Estados Unidos | 0 x 7 | Uruguai | Ginásio Principal do SESI, Manaus |
| 14h00                 |                |       |         |                                   |

| 17 de outubro de 2011 | Estados Unidos | 0 x 8 | Irã | Arena Amadeu Teixeira, Manaus |
| 23h00                 |                |       |     |                               |

| 17 de outubro de 2011 | Uruguai | 2 x 2 | Bélgica | Ginásio Principal do SESI, Manaus |
| 21h00                 |         |       |         |                                   |

| 18 de outubro de 2011 | Irã | 3 x 1 | Uruguai | Arena Amadeu Teixeira, Manaus |
| 19h00                 |     |       |         |                               |

| 18 de outubro de 2011 | Bélgica | 10 x 7 | Estados Unidos | Ginásio Principal do SESI, Manaus |
| 19h00                 |         |        |                |                                   |

### Grupo D
| #  | Seleção         | Pts | J | V | E | D | GP | GC | SG |
| -- | --------------- | --- | - | - | - | - | -- | -- | -- |
| 1º | Argentina       | 7   | 3 | 2 | 1 | 0 | 13 | 6  | +7 |
| 2º | República Checa | 7   | 3 | 2 | 1 | 0 | 11 | 7  | +4 |
| 3º | Hungria         | 3   | 3 | 1 | 0 | 2 | 10 | 14 | -4 |
| 4º | Moçambique      | 0   | 3 | 0 | 0 | 3 | 7  | 14 | -7 |

| 16 de outubro de 2011 | Argentina | 4 x 1 | Hungria | Arena Amadeu Teixeira, Manaus |
| 12h00                 |           |       |         |                               |

## Fase final

### Classificação 9º–16º
|  | Quartas de final | Quartas de final |               |            | 9º–12º    | 9º–12º    |  |  | 9º lugar | 9º lugar |
|  |                  |                  |               |            |           |           |  |  |          |          |
|  |                  |                  |               |            |           |           |  |  |          |          |
|  |                  |                  |               |            |           |           |  |  |          |          |
|  | Países Baixos    | 5                |               |            |           |           |  |  |          |          |
|  | Países Baixos    | 5                |               |            |           |           |  |  |          |          |
|  | Estados Unidos   | 2                |               |            |           |           |  |  |          |          |
|  | Estados Unidos   | 2                | Países Baixos | 6          |           |           |  |  |          |          |
|  |                  |                  | Países Baixos | 6          |           |           |  |  |          |          |
|  |                  | Angola           | 5             |            |           |           |  |  |          |          |
|  | Bélgica          | Angola           | 5             | 4 (1)      |           |           |  |  |          |          |
|  | Bélgica          |                  |               | 4 (1)      |           |           |  |  |          |          |
|  | Angola           | 4 (4)            |               |            |           |           |  |  |          |          |
|  | Angola           | 4 (4)            | Países Baixos | 2          |           |           |  |  |          |          |
|  |                  |                  | Países Baixos | 2          |           |           |  |  |          |          |
|  |                  | Hungria          | 1             |            |           |           |  |  |          |          |
|  | Costa Rica       | Hungria          | 1             | 2          |           |           |  |  |          |          |
|  | Costa Rica       |                  |               | 2          |           |           |  |  |          |          |
|  | Moçambique       | 4                |               |            |           |           |  |  |          |          |
|  | Moçambique       | 4                | Moçambique    | 3          | 11º lugar | 11º lugar |  |  |          |          |
|  |                  |                  | Moçambique    | 3          | 11º lugar | 11º lugar |  |  |          |          |
|  |                  | Hungria          | 7             |            |           |           |  |  |          |          |
|  | Hungria          | Hungria          | 7             | 2          | Angola    | 9         |  |  |          |          |
|  | Hungria          |                  |               | 2          | Angola    | 9         |  |  |          |          |
|  | Zâmbia           | 1                |               | Moçambique | 2         |           |  |  |          |          |
|  | Zâmbia           | 1                |               |            | 2         |           |  |  |          |          |
|  |                  |                  |               |            |           |           |  |  |          |          |
|  |                  |                  |               |            |           |           |  |  |          |          |

|  | 13º–16º        | 13º–16º |   |                | 13º lugar  | 13º lugar |  |
|  |                |         |   |                |            |           |  |
|  |                |         |   |                |            |           |  |
|  | Estados Unidos | 1       |   |                |            |           |  |
|  | Bélgica        | 4       |   |                |            |           |  |
|  |                |         |   |                |            |           |  |
|  |                |         |   |                |            |           |  |
|  |                |         |   |                | Bélgica    | 10        |  |
|  |                | Zâmbia  | 3 |                |            |           |  |
|  |                |         |   |                |            |           |  |
|  |                |         |   |                |            |           |  |
|  |                |         |   |                | 15º lugar  |           |  |
|  |                |         |   |                |            |           |  |
|  | Costa Rica     | 3       |   | Estados Unidos | 0          |           |  |
|  | Zâmbia         | 7       |   |                | Costa Rica | 1         |  |

### Classificação 1º–8º
|  | Quartas de final | Quartas de final |           |     | Semifinais | Semifinais |  |  | Final | Final |
|  |                  |                  |           |     |            |            |  |  |       |       |
|  |                  |                  |           |     |            |            |  |  |       |       |
|  |                  |                  |           |     |            |            |  |  |       |       |
|  | Argentina        | 7                |           |     |            |            |  |  |       |       |
|  | Argentina        | 7                |           |     |            |            |  |  |       |       |
|  | Paraguai         | 3                |           |     |            |            |  |  |       |       |
|  | Paraguai         | 3                | Argentina | 2   |            |            |  |  |       |       |
|  |                  |                  | Argentina | 2   |            |            |  |  |       |       |
|  |                  | Rússia           | 3         |     |            |            |  |  |       |       |
|  | Rússia           | Rússia           | 3         | 4   |            |            |  |  |       |       |
|  | Rússia           |                  |           | 4   |            |            |  |  |       |       |
|  | República Checa  | 2                |           |     |            |            |  |  |       |       |
|  | República Checa  | 2                | Rússia    | 1   |            |            |  |  |       |       |
|  |                  |                  | Rússia    | 1   |            |            |  |  |       |       |
|  |                  | Brasil           | 2         |     |            |            |  |  |       |       |
|  | Brasil           | Brasil           | 2         | 12  |            |            |  |  |       |       |
|  | Brasil           |                  |           | 12  |            |            |  |  |       |       |
|  | Uruguai          | 0                |           |     |            |            |  |  |       |       |
|  | Uruguai          | 0                | Brasil    | 4   | 3º lugar   | 3º lugar   |  |  |       |       |
|  |                  |                  | Brasil    | 4   | 3º lugar   | 3º lugar   |  |  |       |       |
|  |                  | Irã              | 1         |     |            |            |  |  |       |       |
|  | Irã              | Irã              | 1         | 4   | Argentina  | 4          |  |  |       |       |
|  | Irã              |                  |           | 4   | Argentina  | 4          |  |  |       |       |
|  | Guatemala        | 2                |           | Irã | 2          |            |  |  |       |       |
|  | Guatemala        | 2                |           |     | 2          |            |  |  |       |       |
|  |                  |                  |           |     |            |            |  |  |       |       |
|  |                  |                  |           |     |            |            |  |  |       |       |

|  | 5º–8º           | 5º–8º     |   |                 | 5º lugar | 5º lugar |  |
|  |                 |           |   |                 |          |          |  |
|  |                 |           |   |                 |          |          |  |
|  | Paraguai        | 6         |   |                 |          |          |  |
|  | República Checa | 2         |   |                 |          |          |  |
|  |                 |           |   |                 |          |          |  |
|  |                 |           |   |                 |          |          |  |
|  |                 |           |   |                 | Paraguai | 3        |  |
|  |                 | Guatemala | 5 |                 |          |          |  |
|  |                 |           |   |                 |          |          |  |
|  |                 |           |   |                 |          |          |  |
|  |                 |           |   |                 | 7º lugar |          |  |
|  |                 |           |   |                 |          |          |  |
|  | Uruguai         | 4 (3)     |   | República Checa | 3        |          |  |
|  | Guatemala       | 4 (4)     |   |                 | Uruguai  | 4        |  |

## Classificação final
| Posição | Seleção         |
| ------- | --------------- |
| 1       | Brasil          |
| 2       | Rússia          |
| 3       | Argentina       |
| 4       | Irã             |
| 5       | Guatemala       |
| 6       | Paraguai        |
| 7       | Uruguai         |
| 8       | República Checa |
| 9       | Países Baixos   |
| 10      | Hungria         |
| 11      | Angola          |
| 12      | Moçambique      |
| 13      | Bélgica         |
| 14      | Zâmbia          |
| 15      | Costa Rica      |
| 16      | Estados Unidos  |

## Campeão geral
| Grand Prix de Futsal de 2011 |
| ---------------------------- |
| Brasil 6º Título             |